# Casa Homs
La Casa Homs del municipi de Corbera de Llobregat (Baix Llobregat) és un edifici noucentista inclòs en l'Inventari del Patrimoni Arquitectònic de Catalunya.

## Descripció
És un edifici de planta rectangular, separada del carrer per una tanca historiada de rajol vist amb majòliques. La façana té emmarcats de dovelles i llindes de RV, igual que els angles, frisos i cornisa, i la totalitat de pilars i balustres de la façana posterior. Té quatre plantes, dues sota el nivell de carrer. A la façana hi ha una majòlica amb la imatge de la Verge de la Mercè.
El constructor, un tal Pujol, se n'anà a París a construir cases i posà el nom de rue du Baron de Corbera a un carrer d'un barri parisenc.

## Història
Edificada cap a 1920, va pertànyer a la família Homs. Quedà com a propietat dels germans Homs, tots ells sacerdots, que ho deixaren al Bisbat de Barcelona. Actualment és un centre de joventut annex de la Parròquia de Corbera.